# Paleó Keramídi
Pour les articles homonymes, voir Keramidi.
Paleó Keramídi, en grec moderne : Παλαιό Κεραμίδι, est un village du dème de Kateríni, de Macédoine-Centrale en Grèce.
Selon le recensement de 2011, la population du village s'élève à 890 habitants.